# エンフィールド＝ロビン・D-R400D
エンフィールド＝ロビン・D-R400D（エンフィールド＝ロビン・ディーアール400ディー）はイギリスのレッドブレスト・エンジニアリングが開発・販売した、ディーゼルエンジンを搭載したオートバイ。現在では生産中止になっている模様。一時期レッドバロングループを通じて日本国内にも輸入された。

## 概要
かつての英国名門ブランドであり、現在ではインドのチェンナイに本社のあるロイヤルエンフィールドの主力モデル「Bullet（ブリット）」の車体に、日本の富士重工業（現・SUBARU）製汎用製品用空冷単気筒ディーゼルエンジン（DY41D型、スバルは2017年9月末で汎用エンジンの製造販売から撤退したため現在生産終了）を搭載している。なお、車名の「エンフィールド＝ロビン」というのは直接のメーカー名ではなく、「『ロイヤルエンフィールド』の車体に『ロビンエンジン』を搭載した」というところに由来している。日本で登録された車両の車検証には、「車体の形状」の欄に「オートバイ」、「燃料の種別」の欄に「軽油」と書かれている。
始動方法にはセルモーターおよびキックスターターが用意されている。キックスターターはBulletの装備をそのまま残したものであり、セルモーターについてはDY41Dの純正オプションである。DY41Dに標準的に装備されるリコイルスターターは、チェンジレバーに干渉する為に装備されていない。DY41Dは強制空冷エンジンであるが、D-R400Dにおいてはシュラウドが取り払われ、走行風を利用した自然空冷とされている。
ギアボックスなどはエンフィールド製のものをそのまま使用している為、右足チェンジ方式となっている。ただし“400”とはいうものの、実際の排気量は412ccと、僅かではあるが400ccを超えている為、日本国内で運転するには大型自動二輪免許が必要である。
最大回転数はレブリミットから3400rpmにガバナーで制限されるが、この範囲において短時間最大で10馬力、連続最大で8.5馬力を発揮する。なお、産業用エンジンにおいては最大と連続の2つの馬力表示を行う事は慣例となっている。
実測で200kg近くにも達する車重に対し、第二種原動機付自転車並みの10馬力（8.5馬力）というカタログスペックからはあまりにも非力な印象を受けるが、実際にはディーゼルエンジン特有の粘り強いトルク特性と相まって、公道での走行に十分な性能は発揮していた。
なお、同車両は1995年、イギリス本国で「イギリス1周低燃費記録走行」に参加し、約6,000kmを走破。71.18km/lの燃費を記録した。後にこの記録はギネスブックの1997年度版に掲載された。